# Carex cumulata
Carex cumulata là một loài thực vật có hoa trong họ Cói. Loài này được (L.H.Bailey) Mack. mô tả khoa học đầu tiên năm 1922 publ. 1923.